# Campionati mondiali juniores di pattinaggio di figura 2014
I Campionati mondiali juniores di pattinaggio di figura 2014 si sono svolti a Sofia, in Bulgaria, dal 10 al 16 marzo. È stata la 39ª edizione del torneo, organizzato dalla International Skating Union.

## Podi
| Evento              | Oro                              | Argento                              | Bronzo                           |
| Singolare maschile  | Nam Nguyen                       | Ad'jan Pitkeev                       | Nathan Chen                      |
| Singolare femminile | Elena Radionova                  | Serafima Sachanovič                  | Evgenija Medvedeva               |
| Coppie              | Yu Xiaoyu / Jin Yang             | Evgenija Tarasova / Vladimir Morozov | Marija Vigalova / Egor Zakroev   |
| Danza               | Kaitlin Hawayek / Jean-Luc Baker | Anna Janovskaja / Sergej Mozgov      | Madeline Edwards / Zhao Kai Pang |